# Wenzel Messenhauser
Cäsar Wenzel Georg Messenhauser (Prossnitz, 4 de enero de 1813 - Viena, 16 de noviembre de 1848) fue un oficial del Imperio austríaco y escritor de origen bohemio, con varias publicaciones bajo el seudónimo «Wenzeslaus March». 

## Biografía
Wenzel Messenhauser provenía de una familia humilde e ingresó en el Ejército austríaco (Kaiserlich-Königliche Armee) en 1829. Aunque había aprendido de manera autodidacta, fue capaz de escalar en el mismo gracias a un tratado sobre la falange oblicua. Así, en Viena alcanzó el rango de teniente (Leutnant) para 1840. Allí escribió varios apuntes a El humorista (Der Humorist), de Moritz Gottlieb Saphir, y una historia del IV regimiento de infantería imperial Hoch- und Deutschmeister. 
En marzo de 1848 se trasladó de Cracovia a Viena, donde ejerció como comandante de la milicia nacional. Después de defender en vano la ciudad durante el levantamiento de Viena de octubre de 1848 junto con Alfred Julius Becher, Robert Blum, Hermann Jellinek y el general polaco Józef Bem, se rindieron el 30 de octubre a las tropas atacantes del mariscal de campo Alfred I de Windisch-Graetz. Sin embargo, a instancias de los oficiales de la milicia, reanudó el combate. Derrotados, la ruptura de la capitulación le supuso la apertura de un consejo de guerra y la muerte por fusilamiento el 16 de noviembre de 1848. 
La Messenhausergasse, en el tercer distrito vienés de Landstrasse, lleva este nombre en su honor desde 1872. 

## Obra
- Demosthenes: ein Trauerspiel in vier Acten [Demóstenes: una tragedia en cuatro actos], 1841.
- Ernste Geschichten [Historias serias], 1848.
- Erzählungen des österreichischen Hausfreundes [Cuentos del invitado austríaco], 1848.
- Der Ratsherr [El edil]. Leipzig, Adolph Wienbrack, 1849.
- Gold wiegt schwer: Trauerspiel in fünf Aufzügen [El oro pesa mucho: tragedia en cinco actos]. Viena, 1849.

### No ficción
- Bolze, Heinrich (1875). Messenhauser. Trauerspiel (en alemán). Jena.
- Dirshmied, Karin (1994). «Messenhauser, Wenzel Cäsar». Neue Deutsche Biographie (en alemán) 17. Berlín: Duncker & Humblot. p. 214. ISBN 3-428-00198-2.
- Ehnl, Maximilian (1948). Cäsar Wenzel Messenhauser (en alemán). Viena: Ratzenhofer.
- Größing, Helmut (1975). «Messenhauser, Wenzel Georg (Cäsar)». Österreichisches Biographisches Lexikon 1815–1950 (en alemán) 6. Viena: Österreichischen Akademie der Wissenschaften. pp. 241-242.
- Nitschner, Jacob F. (1849). Wenzel Messenhauser. Sein Leben, Wirken und Ende; ein biographisches Denkmal (en alemán). Viena: Jasper, Hügel & Manz.
- Sommaruga, Franz Philipp von (1885). «Messenhauser, Caesar Wenzel». Allgemeine Deutsche Biographie (en alemán) 21. Leipzig. pp. 491-494.
- Telmann, Fritz (1904). Messenhauser. Drama in 5 Aufzügen (en alemán). Viena: Wage.

- Wurzbach, Constantin von (1867). «Messenhauser, Cäsar Wenzel». Biographisches Lexikon des Kaiserthums Oesterreich (en alemán) 17. Viena. pp. 433-441.

### Ficción
- Pellert, Wilhelm (2012) Messenhauser. Ein Wiener Volksstück. Obra de teatro representada en el Freie Bühne Wieden de Viena.